# Theodor Haering

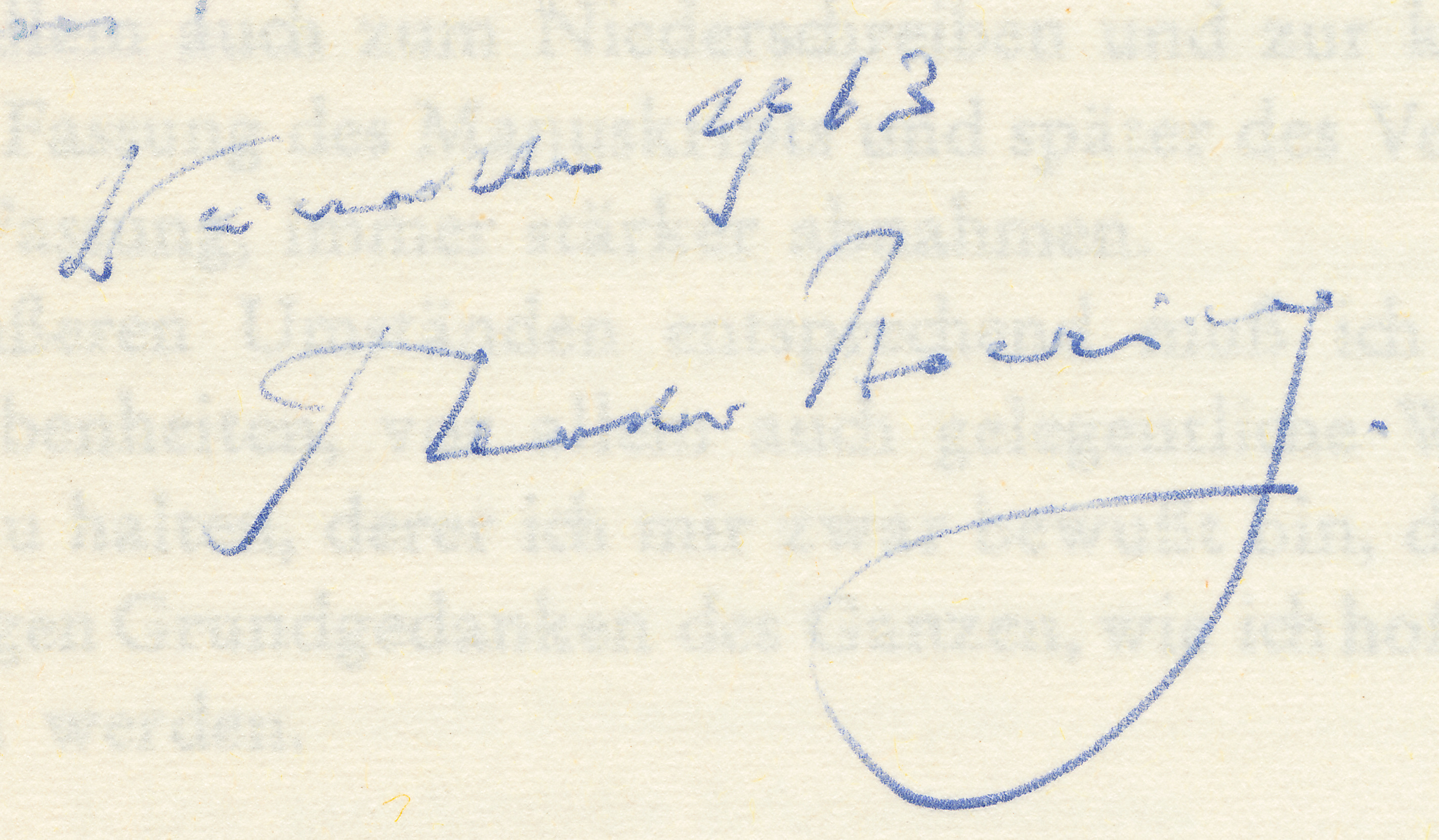
Unterschrift von Theodor Haering, Teil einer Widmung in einem Exemplar seines letzten Buches, datiert Weihnachten 1963

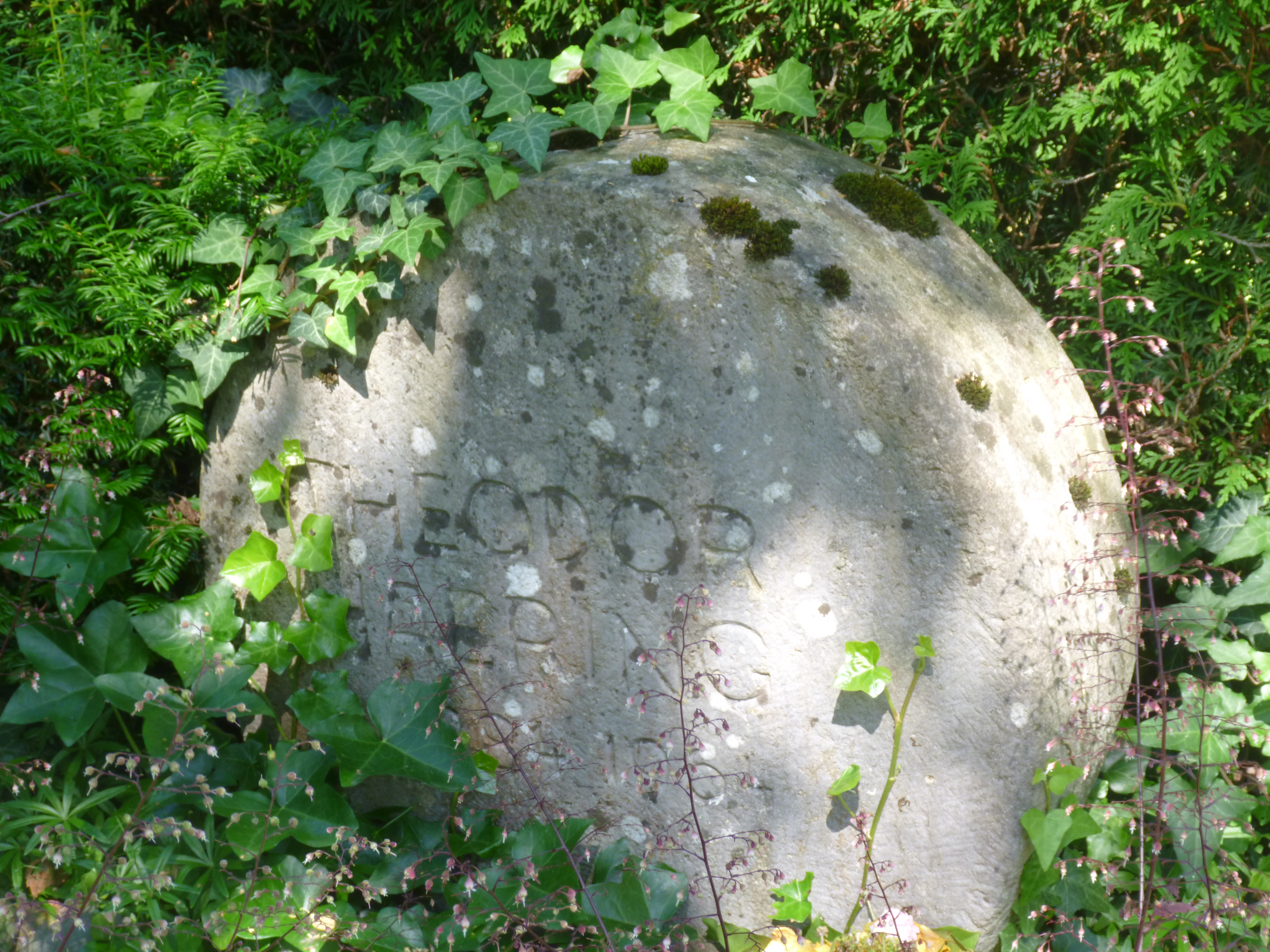
Grab auf dem Stadtfriedhof Tübingen

Theodor Lorenz Haering, auch Theodor Haering (* 22. April 1884 in Stuttgart; † 15. Juni 1964 in Tübingen) war ein deutscher Philosoph und Schriftsteller sowie Professor für Philosophie an der Universität Tübingen.

## Leben
Theodor Haering war der Sohn des evangelischen Theologen und Universitätsprofessors Theodor von Haering und Bruder des Historikers Hermann Haering. Er studierte zunächst an der Universität Tübingen evangelische Theologie und legte darin 1906 das 1. theologische Examen ab. Er gehörte dem Evangelischen Stift Tübingen an und war Mitglied der Studentenverbindung Luginsland Tübingen. Nach kurzem Vikariat ließ er sich 1907/08 beurlauben zum Philosophiestudium in Berlin. Auf die Tübinger Dissertation 1910 bei Erich Adickes (über den Duisburg'schen Kantnachlaß) folgte, nach erneutem Studium in Bonn (1911/12), wo er von dem Experimentalpsychologen Oswald Külpe beeindruckt war, seine Tübinger Habilitation bei Adickes (1912) über Die Psychologie der Wertung.
Ab 1919 in Tübingen wurde Haering Hochschullehrer, zuerst als außerordentlicher Professor für Philosophie. Nach dem Tode Adickes 1928 wurde er auf dessen Lehrstuhl für historische und systematische Philosophie berufen.
In der Zeit des Nationalsozialismus war Theodor Haering führendes Mitglied des NS-Dozentenbundes, er beantragte am 23. Oktober 1937 die Aufnahme in die NSDAP und wurde rückwirkend zum 1. Mai desselben Jahres aufgenommen (Mitgliedsnummer 5.896.006). Mit der Partei hatte er schon vorher sympathisiert. Er verstand Philosophie als geistige Rassenkunde (so der Titel eines Vortrags aus dem Jahr 1939) und schrieb bereits 1935: „Neben dem Rassenprinzip steht das Führerprinzip“. Während des Zweiten Weltkriegs beteiligte er sich am NS-Projekt Kriegseinsatz der Geisteswissenschaften. Wegen seiner NS-Verstrickung stufte die Universitätsspruchkammer ihn 1948 als „Mitläufer“ ein, er verlor für drei Jahre die Bürgerrechte sowie seine Professur. Seine Emeritierung erfolgte 1951 zeitgleich mit seiner Rehabilitierung und Wiedereinstellung nach dem 131er Gesetz. Auch nach dem Krieg hat er an antidemokratischen Überzeugungen festgehalten.
Neben philosophischen Werken schrieb er auch heimatkundliche und literarische Werke. Er war langjähriger Vorsitzender der Tübinger Museumsgesellschaft und gehörte ab 1953 für die Freie Wählervereinigung dem Tübinger Gemeinderat an. Bei seinem Ausscheiden im November 1957 wurde er Ehrenbürger von Tübingen. Im Gegenzug vererbte er der Stadt Tübingen seine Villa (Neckarhalde 31), die heute Theodor-Haering-Haus heißt und einen Teil der Städtischen Sammlungen sowie Räumlichkeiten für künstlerische und museumspädagogische Angebote beherbergt. 1959 wurde er mit dem Großen Bundesverdienstkreuz ausgezeichnet. Am 17. Juni 2013 ist die Tübinger Ehrenbürgerschaft durch Gemeinderatsbeschluss aberkannt worden.
Sein Nachlass und seine Privatbibliothek befinden sich in der Universitätsbibliothek Tübingen.

## Werke
- Über den Duisburg’schen Kantnachlaß und Kants Kritizismus um 1775, Dissertation, Universität Tübingen 1910.
- Die Materialisierung des Geistes. Mohr, Tübingen 1919.
- Untersuchungen zur Psychologie der Wertung (auf experimenteller Grundlage) mit besonderer Berücksichtigung der methodologischen Fragen. W. Engelmann, Leipzig 1920 (Habilitationsschrift Universität Tübinger 1912).
- Die Struktur der Weltgeschichte. Mohr, Tübingen 1921.
- Philosophie der Naturwissenschaft. Rösl & Co., München 1923.
- Hegel. Sein Wollen und sein Werk. Eine chronologische Entwicklungsgeschichte der Gedanken und der Sprache Hegels. 2 Bände, Leipzig u. Berlin, 1929–1938.
- Rede auf Alt-Tübingen. 1934.
- „Der Mond braust durch das Neckartal ...“. Ein romantischer Spaziergang durch das nächtliche Tübingen nebst allerlei nützlichen und kurzweiligen Betrachtungen über Gott und Welt/ Raum und Zeit/ Natur und Geist/ und insonderheit über die Menschen untereinander. Wunderlich, Tübingen 1935 [viele Neuauflagen, darunter 1949 mit geringfügigen Veränderungen].
  - Überarbeitete Neuausgabe: Stephan Kaiser (Hrsg.), Wunderlich, Tübingen 1977; Deutsche Verlags-Anstalt, Stuttgart 1985 und 1988.
- Rede für den Geist. Kohlhammer, Stuttgart 1935.
- Cusanus – Paracelsus – Böhme. Ein Beitrag zur geistigen Ahnenforschung unserer Tage. In: Zeitschrift für deutsche Kulturphilosophie, 2, 1935/36, S. 1ff.
- Was ist deutsche Philosophie? Kohlhammer, Stuttgart 1936.
- Hegels Lehre von Staat und Recht. Kohlhammer, Stuttgart 1940.
- Das Lächeln des Herrn Liebeneiner. Heilbronn 1940.
- Albert der Deutsche. Kohlhammer, Stuttgart 1941.
- Fichte, Schelling, Hegel. Kohlhammer, Stuttgart 1941.
- Verheißung und Verhängnis der deutschen Art. Kohlhammer, Stuttgart 1941. (Vortrag, 5. Nov. 1940)
- als Herausgeber: Das Deutsche in der deutschen Philosophie. Stuttgart 1941.
- Die deutsche und die europäische Philosophie. Kohlhammer, Stuttgart 1943
- Der Tod und das Mädchen. Reclam, Leipzig 1943.
- Schwaben Spiegel. Oertel & Spörer, Reutlingen 1949.
- Was ist Leben?. In: Zeitschrift für philosophische Forschung, 1950.
- Zu Gehlens Anthropologie. In: Zeitschrift für philosophische Forschung, 1952.
- Haeringssalat, Reutlingen 1953.
- Novalis als Philosoph, Kohlhammer, Stuttgart 1954.
- Philosophie des Verstehens. Versuch einer systematisch-erkenntnistheoretischen Grundlegung alles Erkennens. Niemeyer, Tübingen 1963